# Kitosova vojna
Druga judovsko-rimska vojna ali Kitosova vojna (hebrejsko מרד הגלויות, latinizirano: mered ha'galuyot ali מרד התפוצות, mered ha'tfutzot ali upor diaspore) je ime za velik upor Judov proti rimski oblasti v vzhodnem delu cesarstva, ki je trajal od 115 do 117.
Upor se je začel v judovski diaspori, torej med judovskimi skupnostmi, v provincah Cirenajki, rimskem Egiptu in Cipru, kasneje pa se je razširil na samo Judejo in Mezopotamijo. 116 je izbruhnil upor Judov v Mezopotamiji, nato pa je bil prenesen v Egipt.
Uporniki so sprva imeli velik uspeh, saj so izkoristili dejstvo, da je glavnina rimske vojske takrat vodila veliko kampanjo proti Partskemu cesarstvu. Judovski uporniki so dosegli poseben uspeh na Cirenajki, kjer jih je vodil neki Lukuas (Andreas), ki se je razglasil za cesarja. Pod njegovim vodstvom so Judje napadli Helene v njihovem mestu in nato odkorakali na Aleksandrijo. Egiptovski prefekt Marcus Rutilius Lupus z majhno vojsko, ki ga je spremljala, ni mogel ustaviti napada in se je umaknil iz Aleksandrije. Uporniki so na kratko zavzeli Aleksandrijo in številna druga mesta ter pobili veliko število njihovih nejudovskih prebivalcev, večinoma Grkov in Rimljanov. Da bi zatrli upor, so poslali Marciusa Turba z vojsko in floto. Oblegal je Aleksandrijo in v nekaj mesecih zasedel mesto.
Potem, ko je rimski cesar Trajan poslal nove sile pod vodstvom Lusija Kvetija, je bil upor zadušen in rimska oblast utrjena. Lusij Kvetij, ki je zatrl vstajo, je bil Mavretanec; poveljeval je mavretanski (berberski) konjenici v Trajanovi vojski. Po zadušitvi vstaje je bil imenovan za prokuratorja Judeje.